# François de Prez
François de Prez (pronuncia francese AFI: [fʁɑ̃swa də pʁe]; prima metà del XV secolo – 22 maggio 1511) è stato un vescovo cattolico svizzero.
Succedette nella cattedra episcopale di Aosta al proprio zio Antoine, quando quest'ultimo si dimise dalla carica. Nel suo lungo episcopato promosse importanti lavori architettonici ed opere artistiche nella cattedrale.

## Biografia
Come lo zio Antoine, François proveniva dalla importante famiglia nobiliare dei de Prez (Prez-vers-Noréaz, Canton Friburgo), verosimilmente da un ramo stabilitosi a Lutry nel Canton Vaud in Svizzera. Era già canonico della cattedrale di Aosta quando papa Pio II, il 4 aprile 1464, lo promosse alla cattedra aostana. La decisione papale comportò per Giorgio di Challant, che il capitolo della collegiata di Sant'Orso aveva già prescelto come vescovo di Aosta, la rinuncia alla pretesa di poter ricoprire tale carica.
In seguito François de Prez e Giorgio di Challant, persone di raffinata cultura artistica, collaborarono alle opere di ristrutturazione e di sviluppo dell'apparato decorativo della cattedrale. Sotto il suo episcopato si realizzò la copertura della chiesa con volte a crociera costolonate e si avviò la realizzazione della facciata. Come committente e come mecenate egli diede impulso alla realizzazione degli stalli lignei del coro ed alle vetrate dipinte. Una di tali vetrate lo raffigura inginocchiato alla presenza di San Giovanni Battista.

## Successione apostolica
La successione apostolica è:
- Arcivescovo Giovanni Compesio (1469)